# Nurgebirge
Das Nurgebirge (türkisch Nur Dağları), auch Amanosgebirge (türkisch Amanos Dağları) oder Gavurgebirge (türkisch Gâvur Dağları, deutsch Gebirge der Ungläubigen) genannt, ist ein Gebirge östlich des Golfs von İskenderun. Die Amanos Dağları zweigen am Ostende des Taurusgebirges von diesem ab und verlaufen in südsüdwestliche Richtung. Der Gebirgszug erstreckt sich an der Mittelmeerküste entlang bis hin zum Libanon. Der Ost- und Westhang besteht aus einem Kern von paläozoischen Schiefern und einem Mantel aus kretazischen Kalken. An diesem Teil des Bergzuges findet man weit verstreute Reste von Eisenerz-Bergwerken. Im Jahr 19 n. Chr. wurde laut der Tabula Siarensis ein Pass des Gebirges als Standort für einen Ehrenbogen für den verstorbenen römischen Feldherren Germanicus vorgesehen.
Höchster Gipfel ist der Bozdağ (Daz Dağı) mit 2240 m, der wohl bekannteste jedoch der Musa Dağı, der von Franz Werfel in seinem Roman Die vierzig Tage des Musa Dagh verewigt wurde. Im Volksmund heißt das Gebirge auch Gâvur Dağları, übersetzt „Berge der Ungläubigen“, da es von Alawiten bewohnt wird.
Die Hafenstadt İskenderun und der Markt Payas liegen am Westfuß der Amanos Dağları. Früher war dies eine große Karawanserei an der alten Handelsstraße von Kleinasien bis nach Syrien.